# Heinz Allenspach

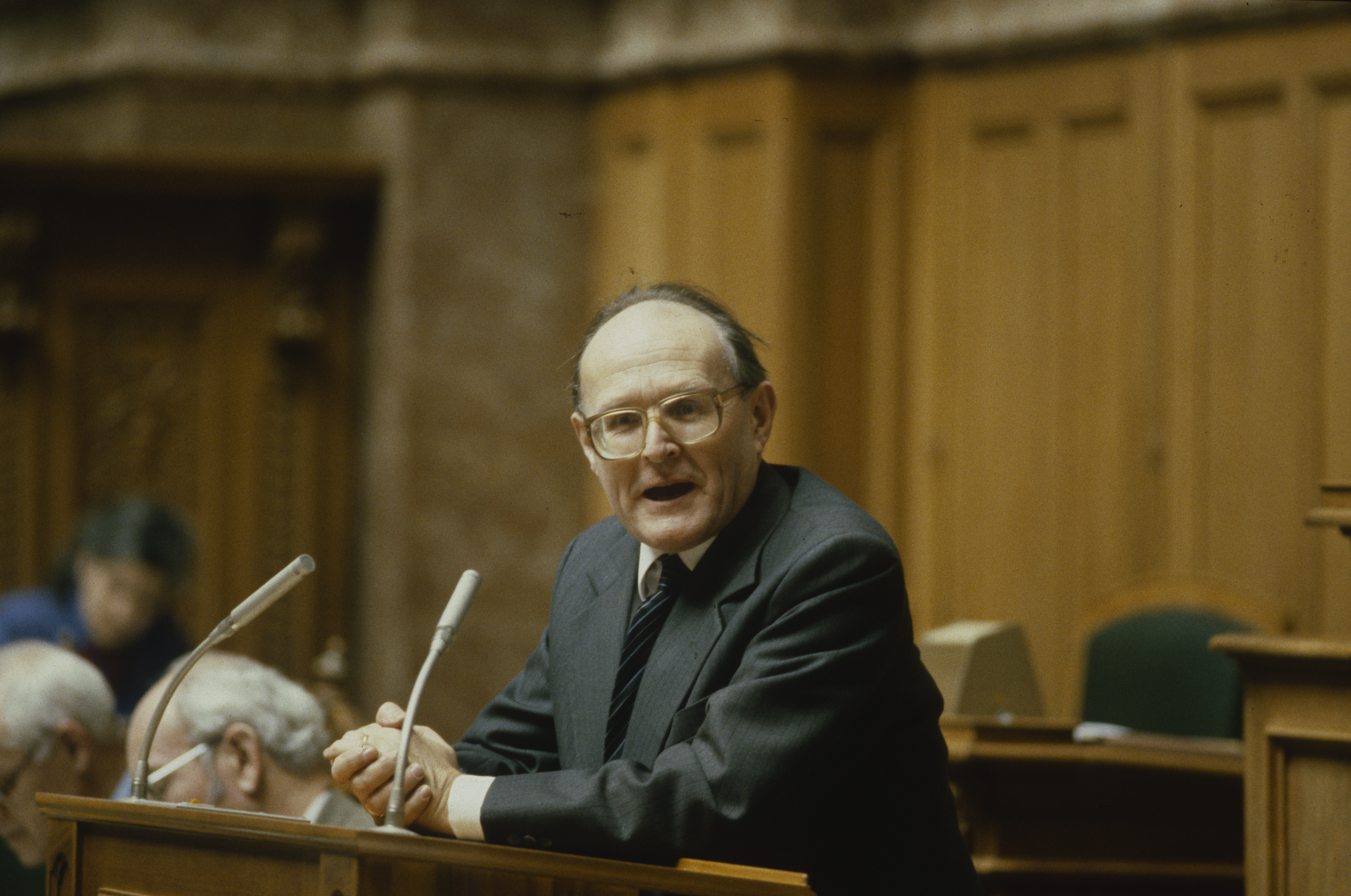
Heinz Allenspach (1985)

Heinz Allenspach (* 22. Februar 1928 in St. Gallen; heimatberechtigt in Kreuzlingen und Fällanden; † 16. September 2022) war ein Schweizer Politiker (FDP).

## Ausbildung und Beruf
Allenspach absolvierte von 1943 bis 1946 das Literaturgymnasium in St. Gallen und studierte später Nationalökonomie an der Handelshochschule St. Gallen. Bereits 1950 schloss er mit dem Lizentiat ab (lic. oec.). Von 1950 bis 1956 war er wissenschaftlicher Mitarbeiter am Schweizerischen Institut für Aussenwirtschafts- und Marktforschung. Ab dem Jahr 1960 arbeitete er für den Zentralverband schweizerischer Arbeitgeber-Organisationen in Zürich, zuerst als Sekretär und Redaktor der Schweizerischen Arbeitgeber-Zeitung (1960–1969), dann als Direktor (1970–1993) und ab 1977 als Delegierter.

## Politische Laufbahn
Von 1956 bis 1960 nahm er im Sekretariat der FDP des Kantons St. Gallen erstmals aktiv an der Politik teil. Im Jahr 1974 wurde er in den Gemeinderat von Fällanden gewählt und hatte dort bis 1986 Einsitz. In den Jahren 1975 bis 1980 war er Kantonsrat im Kanton Zürich und von 1979 bis 1995 im Nationalrat.
Als Mitglied mehrerer Aufsichtskommissionen von Einrichtungen der eidgenössischen Sozialversicherungen und Aufsichtsrat der Rentenanstalt galt er als Experte der Arbeitgeber in den Sozialversicherungen. Allenspach engagierte sich vor allem in der Wirtschafts- und Bildungspolitik.

## Privates
In der Schweizer Armee war Allenspach Oberstleutnant. Er war verheiratet und wohnte in Schwerzenbach.

## Einzelbelege
1. ↑  ZO Traueranzeige vom 22. September 2022, abgerufen am 22. September 2022.

| Personendaten    | Personendaten             |
| ---------------- | ------------------------- |
| NAME             | Allenspach, Heinz         |
| KURZBESCHREIBUNG | Schweizer Politiker (FDP) |
| GEBURTSDATUM     | 22. Februar 1928          |
| GEBURTSORT       | St. Gallen                |
| STERBEDATUM      | 16. September 2022        |